# Jaworzno-Jeziorki
Jaworzno-Jeziorki (dawn. Jeziorki Jaworznickie) – część miasta Jaworzna. Położona w południowo-wschodniej części miasta w rejonie ulic Insurekcji Kościuszkowskiej, Dożynkowej i Kasztanowej. Niegdyś wraz z Jeziorkami Byczyńskimi stanowiła jedną miejscowość.

## Historia
Do 1954 roku Jeziorki były dzielnicą Jaworzna. W związku z reformą administracyjną Polski w 1954 roku, Jeziorki odłączono od Jaworzna i włączono do nowo utworzonej gromady Byczyna w powiecie chrzanowskim w województwie krakowskim. Jednak już 1 stycznia 1955 północną część Jeziorek, tzw. Jeziorki Jaworznickie, włączono z powrotem do Jaworzna.
Pozostała poza granicami miasta część przyjęła nazwę Jeziorki Byczyńskie, a do Jaworzno włączono ją prawie 20 lat później, w 1974 roku przez co podział na dwie części miasta (Jeziorki Jaworznickie i Jeziorki Byczyńskie) – mimo geograficznej bliskości – utrwalił się i do dziś są to odrębne części miasta.